# Ischnopopillia moorei
Ischnopopillia moorei är en skalbaggsart som beskrevs av Ernst Gustav Kraatz 1892. Ischnopopillia moorei ingår i släktet Ischnopopillia och familjen Rutelidae. Inga underarter finns listade i Catalogue of Life.